# 残酷猟奇地帯
『残酷猟奇地帯』（ざんこくりょうきちたい、Africa Ama）は1972年公開のイタリア映画。
アフリカの残酷な風習の数々をとらえたモンド映画。当時はグロテスクでショッキングな残酷シーンや、まだ幼い少女たちの割礼シーンなどが描かれている。

## スタッフ
- 製作：アルベルト・グリマルディ
- 監督：グイド・ゲラシオ、アルフレッド・カスティグリオーニ
- 補佐監督：アンジェロ・カスティグリオーニ、オレステ・ペリーニ
- 撮影：アルフレッド・カスティグリオーニ、アンジェロ・カスティグリオーニ、オレステ・ペリーニ
- 音楽：アンジェロ・フランチェスコ・ラヴァニーノ